# The Kill
"The Kill (Bury Me)" és el segon single del quartet de rock 30 Seconds to Mars, de l'àlbum A Beautiful Lie.

## Posició a les llistes
| Any  | Llista                                                    | Posició |
| ---- | --------------------------------------------------------- | ------- |
| 2006 | U.S. Billboard Hot 100                                    | 65      |
| 2006 | U.S. Billboard Mainstream Rock Tracks                     | 14      |
| 2006 | U.S. Billboard Modern Rock Tracks                         | 3       |
| 2006 | U.S. Billboard Hot Digital Songs                          | 53      |
| 2006 | U.S. Billboard European Hot 100 Singles                   | 8       |
| 2006 | U.S. Billboard 2006 Year-End Chart: Hot Modern Rock Songs | 3       |
| 2006 | UK Singles Chart                                          | 64      |
| 2006 | Virgin Chart                                              | 1       |
| 2007 | Europa Top 20                                             | 1       |
| 2007 | U.S. Billboard Hot 100 Recurrent Airplay                  | 13      |
| 2007 | U.S. Billboard Hot Adult Top 40 Tracks                    | 25      |
| 2007 | U.S. Billboard Hot Singles Recurrents                     | 17      |
| 2007 | U.S. Billboard Top 40 Mainstream                          | 30      |
| 2007 | Canadian Singles Chart                                    | 1       |
| 2007 | Brasil Hot 100                                            | 17      |
| 2007 | Australia Singles Chart                                   | 20      |
| 2007 | Chile Singles Chart                                       | 6       |
| 2007 | UK Singles Chart (re-release)                             | 28      |
| 2007 | Mexico Singles Chart                                      | 1       |
| 2007 | Portugal Singles Chart                                    | 1       |
| 2008 | Brasil Hot 100 (30 Seconds to Mars featuring Pitty)       | 1       |